# Cathy Rogers (femme politique)
Cathy Rogers est une femme politique canadienne. Elle a été députée provinciale au  Nouveau-Brunswick de 2014 à 2020 et a eu plusieurs portefeuilles ministériels, dont celui des Finances, dans le gouvernement libéral de Brian Gallant.

## Carrière politique
Elle est élue à l'Assemblée législative du Nouveau-Brunswick dans la circonscription de Moncton-Sud lors de l'élection provinciale de 2014.
Le 7 octobre 2014, elle fait son entrée au Conseil exécutif à titre de ministre du Développement social et de ministre des Communautés saines et inclusives. Lors du remaniement ministériel du 6 juin 2016, elle devient la première femme à occuper le poste de ministre des Finances au Nouveau-Brunswick. Cathy Rogers a également été ministre responsable de la Littératie.
Elle est réélue dans Moncton-Sud lors de l'élection provinciale de 2018 et ne se représente pas à l'élection provinciale de 2020.